# Emden (Altenhausen)
Emden è una frazione del comune tedesco di Altenhausen, nella Sassonia-Anhalt.

## Storia
Emden, piccolo centro rurale di antica origine, fu citato per la prima volta nel 1022.
Il 1º gennaio 2010 il comune di Emden fu aggregato al comune di Altenhausen.